# Flugunfall an den Muotathaler Heubergen
Bei dem Flugunfall an den Muotathaler Heubergen zerschellten am 27. August 1938 vier von fünf Flugzeugen einer Formation von Kampfflugzeugen des Typs Fokker C.V-E der Fliegerstaffel 10 der Schweizer Luftwaffe an den Heubergen im Muotathal. Die Flugzeuge sollten nach dem Flugfeld Bellinzona überführt werden und hätten am nächsten Tag an den Internationalen Flugtagen von Lugano teilnehmen sollen. Es handelt sich bis heute um den grössten Unfall der Schweizer Luftwaffe.

## Unfallhergang
Die fünf doppelsitzigen Flugzeuge starteten um 15:33 Uhr am Samstagnachmittag auf dem Militärflugplatz Dübendorf und flogen in keilförmiger Formation mit Sichtkontakt Richtung Alpen. Vorgesehen war eine Peilübung von Dübendorf nach Disentis. Im Bereich der Heuberge im Muotathal hingen zu dieser Zeit dichte Wolken, was der Kommandant Hauptmann Décio Bacilieri auch bemerkte.
Um der Gefahr eines Zusammenstosses in den Wolken zu begegnen, begann der Kommandant über dem Muotathal auf rund 2000 Metern Höhe eine weite Rechtskurve zur Rückkehr nach Dübendorf. Während dieses Manövers geriet die Formation jedoch in dichte Wolken und Nebel. Nach der Überquerung der Heuberge, deren Krete auf 1700–2200 Metern über Meer liegt, geriet das Flugzeug von Hptm Bacilieri ins seitliche Abrutschen, stürzte in 1900 Metern Höhe auf den Nordwesthang des Drusberges (CH1903 706'100/207'300) und fing Feuer. Bacilieri und sein Beobachter H. Sommerhalder überlebten schwer verletzt und konnten aus eigener Kraft Hilfe holen. Décio Bacilieri starb später, am 7. September 1938, an den Folgen des Unfalls im Spital Einsiedeln.

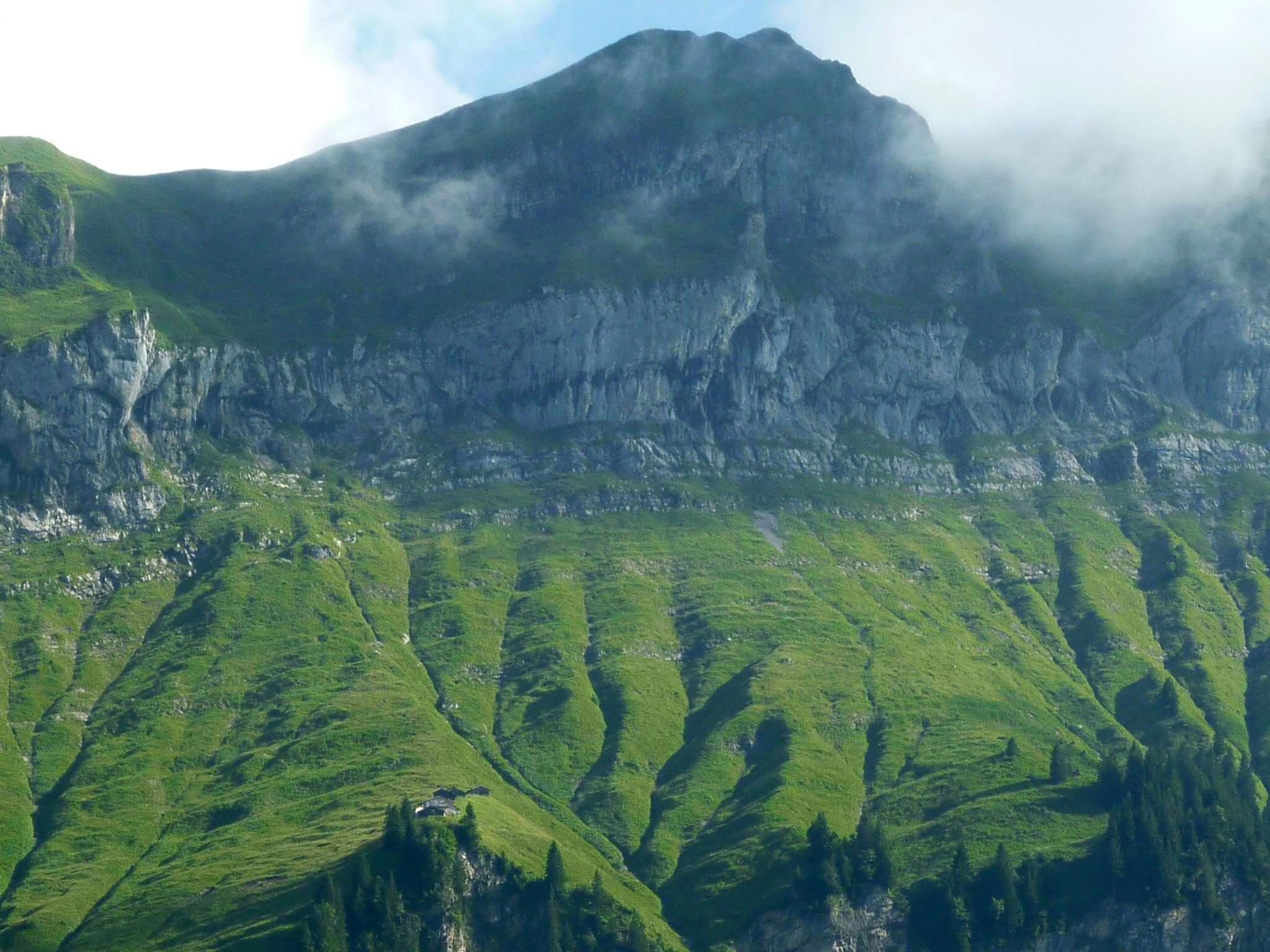
Muotathaler Heuberge

Drei der vier anderen Flugzeuge zerschellten an den Südhängen der Heuberge in Höhen zwischen 1400 und 1680 Metern (CH1903 703'000/205'600, 703'700/205'800 und 702'100/205'700). Alle sechs Besatzungsmitglieder wurden getötet. Das nicht verunfallte Flugzeug flog via Walensee und Rheintal zum Oberalppass und dann über den Gotthard nach Bellinzona.

## Folgen
Nach dem Unfall wurden die veralteten Flugzeuge aus dem aktiven Dienst zurückgezogen. Zudem wurde die Ausbildung der Piloten verbessert.
Eine Gedenkstätte in Muotathal, eine kleine Ausstellung sowie ein Gedenkstein für Hptm Bacilieri auf dem Flugplatz Locarno sowie die Via Decio Bacilieri in Minusio erinnern an den Unfall. Daneben entstand aus diesem Unfall die inoffizielle Hymne der Schweizer Luftwaffe, das Lied «Voglio Volare» von Waldes Keller.